# حيد الفك السفلي
حَيدُ الفَكّ السفليّ أو النتوء المستدير للفك السفلي هو عبارة عن انتفاخ عظميّ في الفك السفلي بمحاذاة سطحه الداخلي (باتجاه اللسان). غالباً ما يتواجد حَيدُ الفَكّ (السفليّ) بالقرب من الضواحك وفوق منطقة الاتصال بين العَضَلَةُ الضِّرْسِيَّةُ اللَّامِيَّة والفك السفلي. في 90% من الحالات المسَجلة هنالك حيد فكي سفلي في كلتا الجهتين اليمنى واليُسرى، حيث جعل منه هذه الكشف حالة ثنائية الجانب.

## حيد الفك السفلي في منطقة الضواحك
معدل انتشار حيد الفك (السفلي) يتراوح بين (5%-40%) وهي نسبة أقل من نسبة حيد الفك التي تتواجد في سقف الحلق، والتي تُعرف بـ (الحيد الحنكي). حيد الفك السفلي أكثر انتشاراً في شعوب آسيا والإسكيمو وأكثر انتشاراً بعض الشيء في الإناث. في الولايات المتحدة الأمريكية يبلغ معدل الانتشار ما بين (7%-10%) من الشعب.
من المسَلَم به أن حيد الفك السفلي تسببه عدة عوامل وليس عامل واحد. وهي أكثر انتشاراً في مرحلة البلوغ المبكر وفي حالات صريف الأسنان. أما بما يتعلق بحجم حيد الفك السفلي فهو يتقلب ويتغير مع العمر، وفي بعض الحالات يكون حجمه كبيراً لدرجة التقائهما (الأيمن و الأيسر) في الخط الناصف للفم. وعليه فإن حيد الفك السفلي يُعتقد أنه نتيجة لإجهادات موضعية وليس نتيجة لتأثيرات جينية وحدها.
حالات الحيد الفكي غالباً ما تكون اكتشافات سريرية وليست بالضرورة بحاجة لعلاج أو إجراء طبي. من المحتمل ظهور بعض القرحات فوقها نتيجة للرضح (للاحتكاك أو الإصابة). في حالات تخرف أطقم الأسنان لربما يقف حيد الفك عرقلة لذلك. في الحالات التي يستدعي فيها إزالة حيد الفك، يمكن إزالتها بالجراحة لتقليل كمية العظم المنتَفخ، وفي الحالات التي يستمر فيها الإجهاد في مناطق الانتفاخ هناك احتمالية لإعادة ظهورها مرة أخرى.

## حيد الفك السفلي وعلاقته بالإجراءات السنية
نتوء الفك السفلي ليس مشكلة بحدّ ذاته، ولكن نمو مثل هذه النتوءات قد يؤثر على الإجراءات السنية متل وجود طقم أسنان، ففي هذه الحالة فإن المريض لا يستطيع وضع طقم كامل للأسنان سواء أكان طقم سفلي أم علوي، وفي حالة إزالتها قد تعود مرة أخرى للظهور، وهذه خصائص حيد الفك السفلي.
في الوقت الحالي يمكن أن يعزى نمو مثل هذه النتوءات إلى وجود تكلسات على الأسنان, كما أن المريض قد يعاني من أمراض متعلقة بدواعم الأسنان، وهذه أيضاً يجب إزالتها عن طريق التنظيف المستمر والمحافظة الجيدة على نظافة الفم. وفي حالات نادرة عند إزالتها بالجراحة فإنها لا تعود.

## أسباب حيد الفك السفلي
السبب الحقيقي وراء هذه الحيود هو غير معروف، ولكن يعتقد أن للعامل الوراثي ووجود جينات تحمل فرصة الإصابة بمثل هذه النتوءات الدور الرئيس، كما ويعتقد أيضاً أن مثل هذه الحيود تحدث نتيجة للتكلسات السنية الضخمة وعدم تنظيفها، وكذلك إلى العادات الغذائية السيئة التي قد تؤدي أيضاً إلى ظهور مثل هذه الحيود .

## الصفات الإكلينيكية
- تظهر هذه النتوءات بنسبة 8% من إجمالي السكان.
- قد تكون وحيدة في العدد أو أكثر.
- قد تكون في جهة واحدة من الفك السفلي أو في الجهتين اليمنى واليسرى. (أثبتت الدراسات أن نسبة تواجد هذا النتوء في كلتا الجهتين هي 90 % من إجمالي النتوءات العظمية في الفك السفلي).
- تظهر في منطقة الأنياب وما قبل الطواحن.
- مختلفة الحجم .
- تظهر عند النساء أكثر من الرجال.
- الأشخاص الذين يمتلكون نتوء عظمي في الفك السفلي لديهم عدد أسنان أكثر من الأشخاص الذين لا يمتلكون نتوء عظمي في الفك السفلي.[2]

## المشكلات المتعلقة بالنتوء العظمي الفكي
النتوء العظمي الفكي هو ليس بمرض عظمي وإنما هو شذوذ في نمو العظم، فهو مجرد نمو زائد في العظم، كما أن الكتلة العظمية تتميز بأنها بطيئة النمو، وهي لا تسبب عادة أية مشاكل ما لم تصبح كبيرة بما يكفي لتسبب ضغطاً على الأوعية الدموية المحيطة. في بعض الأحيان لا يمكن للأنسجة الواقعة في هذه المنطقة الحصول على إمدادات الدم الكافية بسبب الضغط المتواجد بين الأنسجة
السطحية والبروز العظمي. من المشكلات الشائعة أيضاً، تعارض البروز العظمي مع ارتداء طقم الأسنان بسبب معدل النمو الزائد
والذي يؤدي إلى عدم ثبات الطقم. من المشكلات التي يجدر بنا ذكرها تقرح الغشاء الذي يغطي البروز العظمي، والذي يكون مؤلماً إلى حدٍ ما عند تناول الأطعمة ذات الأطراف الحادة مثل البيسكويت والبطاطا المقلية.

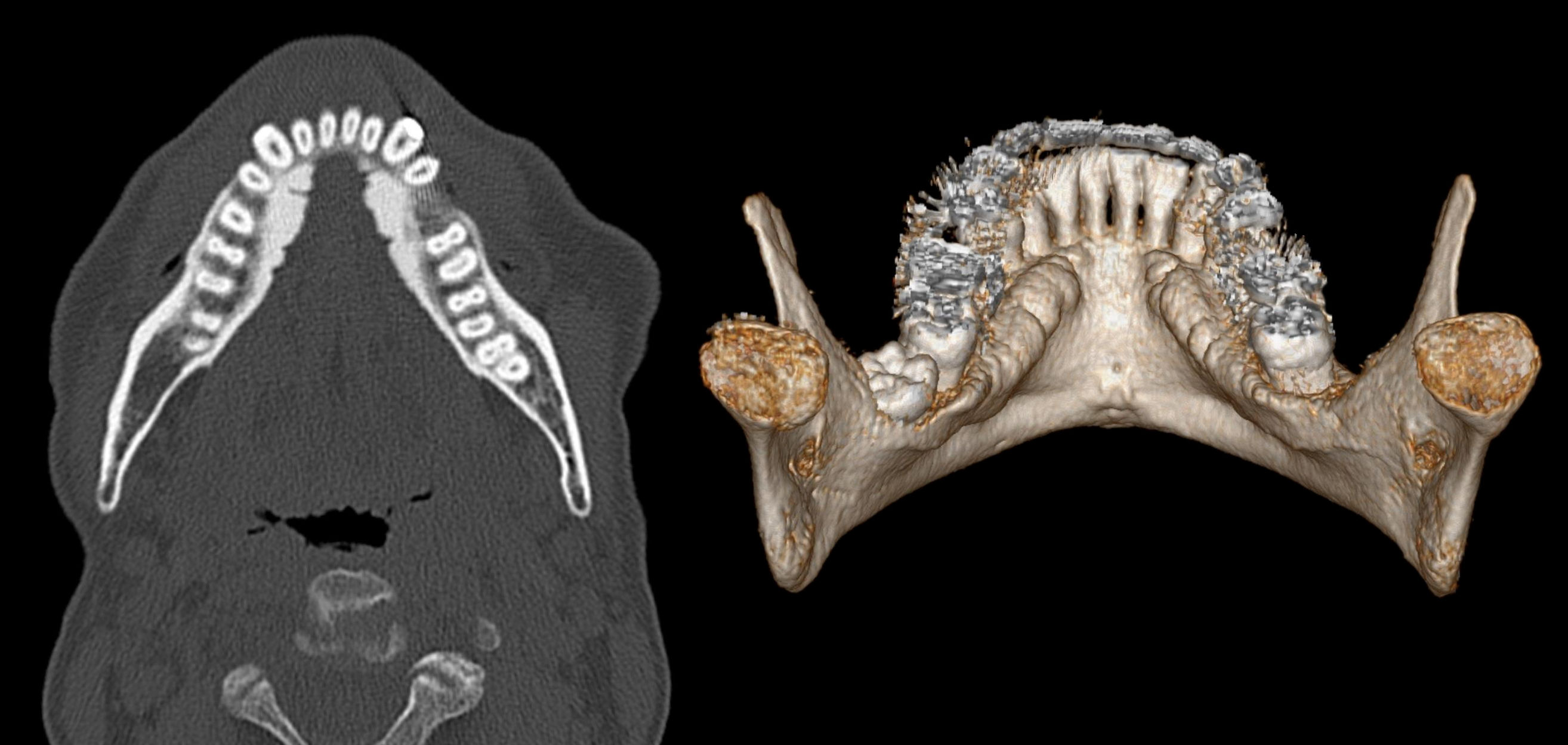
حيد الفك السفلي من جانب محوري وبتقدير الحجم